# ティモ・ヴェルナー
ティモ・ヴェルナー（Timo Werner, 1996年3月6日 - ）は、ドイツ・バーデン＝ヴュルテンベルク州シュトゥットガルト出身のサッカー選手。プレミアリーグ・トッテナム・ホットスパーFC所属。ドイツ代表。ポジションはFW。

## クラブ経歴

### シュツットガルト
2002年からVfBシュトゥットガルトのユースチームに所属、2013年にトップチーム昇格した。8月1日、UEFAヨーロッパリーグのPFCボテフ・プロヴディフ戦でプロデビューを果たした。17歳と4ヶ月25日でデビューを果たし、シュトゥットガルトでの最年少記録を更新した。8月17日、バイエル・レバークーゼン戦でリーグ戦初出場を果たし、アイントラハト・フランクフルト戦で初得点を記録した。

### ライプツィヒ
2016年6月、シュトゥットガルトの2部降格に伴い、1部に昇格したRBライプツィヒへ2020年までの4年契約で完全移籍した。ブンデスリーガではオーバメヤンやレヴァンドフスキに続いて4位となる21得点をあげる活躍を見せた。
2019年8月30日、ボルシアMG戦でブンデスリーガで初のハットトリックを決めた。2020年5月24日、第27節のマインツ戦でもハットトリックをきめて、1シーズンで同一チームからハットトリックを2回記録した選手となった。2020年6月18日にチェルシーFCへの移籍が決まった。

### チェルシー
2020年6月18日、チェルシーFCに2020-21シーズンより完全移籍で加入することを発表した。背番号はライプツィヒ時代、チェルシーのレジェンド、ドログバと同じ11番。プレミアリーグ第5節、サウサンプトン戦でプレミアリーグ初ゴールと2ゴール目をマークした。UEFAチャンピオンズリーグ準決勝2ndレグでレアル・マドリード相手にゴールを決めチームの決勝進出に貢献した。UEFAチャンピオンズリーグ決勝のマンチェスター・シティ戦では自身はスタメン出場を果たした。得点こそはなかったものの、チームは1-0と勝利し優勝を果たした。公式戦通算51試合12ゴール15アシストとシーズンを通じて得点とアシストでチームに貢献したが、一方で多くの決定機を外し批判を受けるなど、課題が残る一年となった。
しかし、トゥヘル監督の就任後悪癖は改善され、ライプツィヒ時代での活躍もみせるようになってきた。また2シャドーや2トップの一角を務め、自慢のスピードで裏への抜け出しなどでバリエーションを増やした。2021年10月2日、サウサンプトンFC戦で2021-22シーズンのリーグ戦初ゴールを挙げ、3-1での勝利に貢献した。2021-22シーズンのUEFAチャンピオンズリーグ準々決勝2ndレグでレアル・マドリード戦でゴールを決めたがチームは敗れ、準決勝に進むことができなかった。2022年4月9日に行われたサウサンプトン戦で自身2ゴールを記録し、結果は6-0で勝利に貢献した。チェルシーでは2シーズンで公式戦89試合出場で23ゴール21アシストを記録し、欧州や世界タイトル獲得に貢献したものの、絶対的なレギュラーとしては起用されなかった。

### ライプツィヒ復帰
2022年8月9日、古巣のライプツィヒと4年契約を結び、完全移籍で復帰した。同年8月13日に行われた、第2節ケルン戦で移籍後初出場、初ゴールを決めた。11月2日、チャンピオンズリーグのグループステージ第6節シャフタール・ドネツク戦で左足首を負傷し、その後に控えていた2022 FIFAワールドカップを欠場することとなった。負傷離脱する前までは公式戦16試合出場、9得点を記録していた。
2023-24シーズン、ロイス・オペンダの活躍や新加入選手らとの競争に敗れ、リーグ戦は先発2試合、出場8試合で2ゴールと不調に陥った。リーグ戦は2023年11月14日マインツ戦以来出場機会はなく、出場機会が激減していた。

### トッテナム・ホットスパー
2024年1月9日、トッテナム・ホットスパーFCへのレンタル移籍が発表された。
2024年1月14日のプレミアリーグ第21節マンチェスター・ユナイテッド戦で移籍後初先発初出場を果たすと、ロドリゴ・ベンタンクールの同点弾をアシストした。

## 代表経歴
各年代の代表でプレーし、2012年にはU-17ドイツ代表としてUEFA U-17欧州選手権に出場した。ドイツ代表としては2017年3月22日に行われたイングランド代表との国際親善試合でデビューを飾り、同年5月にFIFAコンフェデレーションズカップ2017の代表メンバーに選出された。コンフェデレーションズカップ第3戦のカメルーン戦で代表初得点を含む2ゴールを挙げた。準決勝のメキシコ戦でもゴールを決め、大会通算4試合で3ゴール2アシストの活躍で優勝に貢献した。また、大会得点王にあたるゴールデンシューズを受賞した。
2018 FIFAワールドカップでは主力として選出されたが、グループリーグでは2試合に出場して得点は奪えず、グループリーグ第3節で韓国に0-2で敗戦し、韓国と共にグループリーグ敗退した。
前述のように2022年11月2日、この年のCLグループステージ第6節、シャフタール・ドネツク戦で左足首を負傷し、その後の検査で脛腓靭帯結合損傷と診断されカタールW杯の欠場が決まった。

## 個人成績
| クラブ             | シーズン | リーグ         | リーグ戦 | リーグ戦 | カップ戦 | カップ戦 | リーグ杯 | リーグ杯 | 国際大会 | 国際大会 | その他 | その他 | 合計 | 合計 |
| クラブ             | シーズン | リーグ         | 出場     | 得点     | 出場     | 得点     | 出場     | 得点     | 出場     | 得点     | 出場   | 得点   | 出場 | 得点 |
| ------------------ | -------- | -------------- | -------- | -------- | -------- | -------- | -------- | -------- | -------- | -------- | ------ | ------ | ---- | ---- |
| シュトゥットガルト | 2013–14  | ブンデスリーガ | 30       | 4        | 2        | 0        | -        | -        | 2        | 0        | 0      | 0      | 34   | 4    |
| シュトゥットガルト | 2014-15  | ブンデスリーガ | 32       | 3        | 1        | 0        | -        | -        | -        | -        | 0      | 0      | 33   | 3    |
| シュトゥットガルト | 2015-16  | ブンデスリーガ | 33       | 6        | 3        | 1        | -        | -        | -        | -        | 0      | 0      | 36   | 7    |
| シュトゥットガルト | 通算     | 通算           | 95       | 13       | 6        | 1        | -        | -        | 2        | 0        | 0      | 0      | 103  | 14   |
| ライプツィヒ       | 2016–17  | ブンデスリーガ | 31       | 21       | 1        | 0        | -        | -        | -        | -        | 0      | 0      | 32   | 21   |
| ライプツィヒ       | 2017-18  | ブンデスリーガ | 32       | 13       | 2        | 1        | -        | -        | 11       | 7        | 0      | 0      | 46   | 22   |
| ライプツィヒ       | 2018-19  | ブンデスリーガ | 30       | 16       | 4        | 3        | -        | -        | 3        | 0        | 0      | 0      | 37   | 20   |
| ライプツィヒ       | 2019-20  | ブンデスリーガ | 34       | 28       | 3        | 2        | -        | -        | 8        | 4        | 0      | 0      | 45   | 34   |
| ライプツィヒ       | 通算     | 通算           | 127      | 78       | 10       | 6        | -        | -        | 22       | 11       | 0      | 0      | 159  | 95   |
| チェルシー         | 2020-21  | プレミアリーグ | 35       | 6        | 4        | 1        | 1        | 1        | 12       | 4        | 0      | 0      | 52   | 12   |
| チェルシー         | 2021-22  | プレミアリーグ | 21       | 4        | 5        | 2        | 4        | 1        | 7        | 4        | 0      | 0      | 37   | 11   |
| チェルシー         | 通算     | 通算           | 56       | 10       | 9        | 3        | 5        | 2        | 19       | 8        | 0      | 0      | 89   | 23   |
| ライプツィヒ       | 2022-23  | ブンデスリーガ | 27       | 9        | 5        | 5        | -        | -        | 8        | 2        | 0      | 0      | 40   | 16   |
| ライプツィヒ       | 2023-24  | ブンデスリーガ | 8        | 2        | 1        | 0        | -        | -        | 4        | 0        | 1      | 0      | 14   | 2    |
| ライプツィヒ       | 通算     | 通算           | 35       | 11       | 6        | 5        | -        | -        | 12       | 2        | 1      | 0      | 54   | 18   |
| トッテナム         | 2023-24  | プレミアリーグ | 13       | 2        | 1        | 0        | -        | -        | -        | -        | -      | -      | 14   | 2    |
| トッテナム         | 2024-25  | プレミアリーグ | 18       | 0        | 1        | 0        | 3        | 1        | 5        | 0        | -      | -      | 27   | 1    |
| トッテナム         | 通算     | 通算           | 31       | 2        | 2        | 0        | 3        | 1        | 5        | 0        | -      | -      | 41   | 3    |
| 総通算             | 総通算   | 総通算         | 344      | 114      | 33       | 15       | 8        | 3        | 60       | 21       | 1      | 0      | 416  | 153  |

| クラブ              | シーズン | リーグ   | リーグ戦 | リーグ戦 | 合計 | 合計 |
| クラブ              | シーズン | リーグ   | 出場     | 得点     | 出場 | 得点 |
| ------------------- | -------- | -------- | -------- | -------- | ---- | ---- |
| シュトゥットガルトⅡ | 2013-14  | 3.リーガ | 1        | 1        | 1    | 1    |
| 総通算              | 総通算   | 総通算   | 1        | 1        | 1    | 1    |

## 代表歴

### 出場大会
- U-17ドイツ代表
  - 2012年 - UEFA U-17欧州選手権（準優勝）
- U-19ドイツ代表
  - 2015年 - UEFA U-19欧州選手権（グループリーグ敗退）
- ドイツ代表
  - 2017年 - FIFAコンフェデレーションズカップ2017（優勝）
  - 2018年 - 2018 FIFAワールドカップ（グループリーグ敗退）
  - 2018年 - UEFAネーションズリーグ2018-19
  - 2020年 - UEFAネーションズリーグ2020-21
  - 2021年 - UEFA EURO 2020（ベスト16）
  - 2022年 - UEFAネーションズリーグ2022-23

### 試合数
- 国際Aマッチ 57試合 24得点（2017年 - ）[20]

| ドイツ代表 | 国際Aマッチ | 国際Aマッチ |
| 年         | 出場        | 得点        |
| ---------- | ----------- | ----------- |
| 2017       | 10          | 7           |
| 2018       | 13          | 2           |
| 2019       | 6           | 2           |
| 2020       | 6           | 4           |
| 2021       | 12          | 6           |
| 2022       | 8           | 3           |
| 2023       | 2           | 0           |
| 通算       | 57          | 24          |

### 得点
| #   | 開催日         | 開催地                                             | 対戦国             | スコア | 結果 | 試合概要               |
| --- | -------------- | -------------------------------------------------- | ------------------ | ------ | ---- | ---------------------- |
| 1.  | 2017年6月19日  | ソチ、オリンピックスタジアム                       | カメルーン         | 2–0    | 3–1  | コンフェデ杯2017       |
| 2.  | 2017年6月19日  | ソチ、オリンピックスタジアム                       | カメルーン         | 3–1    | 3–1  | コンフェデ杯2017       |
| 3.  | 2017年6月29日  | カザン、カザン・アリーナ                           | メキシコ           | 3–0    | 4–1  | コンフェデ杯2017       |
| 4.  | 2017年9月1日   | プラハ、シノー・ティップ・アレナ                   | チェコ             | 1–0    | 2–1  | ロシアW杯・予選        |
| 5.  | 2017年9月4日   | シュツットガルト、メルセデス・ベンツ・アレーナ     | ノルウェー         | 3–0    | 6–0  | ロシアW杯・予選        |
| 6.  | 2017年9月4日   | シュツットガルト、メルセデス・ベンツ・アレーナ     | ノルウェー         | 4–0    | 6–0  | ロシアW杯・予選        |
| 7.  | 2017年11月14日 | ケルン、ラインエネルギーシュタディオン             | フランス           | 1–1    | 2–2  | 親善試合               |
| 8.  | 2018年6月8日   | レバークーゼン、バイ・アレーナ                     | サウジアラビア     | 1–0    | 2–1  | 親善試合               |
| 9.  | 2018年11月19日 | ゲルゼンキルヒェン、フェルティンス・アレーナ       | オランダ           | 1–0    | 2–2  | UEFAネーションズリーグ |
| 10. | 2019年6月11日  | マインツ、コファス・アレーナ                       | エストニア         | 7–0    | 8–0  | UEFA EURO 2020予選     |
| 11. | 2019年10月13日 | タリン、ア・ル・コック・アレーナ                   | エストニア         | 3–0    | 3–0  | UEFA EURO 2020予選     |
| 12. | 2020年9月3日   | シュトゥットガルト、メルセデス・ベンツ・アレーナ   | スペイン           | 1–0    | 1–1  | UEFAネーションズリーグ |
| 13. | 2020年10月13日 | ケルン、ラインエネルギーシュタディオン             | スイス             | 1–2    | 3–3  | UEFAネーションズリーグ |
| 14. | 2020年11月14日 | ライプツィヒ、ツェントラールシュタディオン         | ウクライナ         | 2–1    | 3–1  | UEFAネーションズリーグ |
| 15. | 2020年11月14日 | ライプツィヒ、ツェントラールシュタディオン         | ウクライナ         | 3–1    | 3–1  | UEFAネーションズリーグ |
| 16. | 2021年6月7日   | デュッセルドルフ、メルクール・シュピール＝アレーナ | ラトビア           | 6–0    | 7–1  | 親善試合               |
| 17. | 2021年9月3日   | ザンクトガレン、AFGアレナ                          | リヒテンシュタイン | 1–0    | 2–0  | カタールW杯・予選      |
| 18. | 2021年9月6日   | シュトゥットガルト、メルセデス・ベンツ・アレーナ   | アルメニア         | 4–0    | 6–0  | カタールW杯・予選      |
| 19. | 2021年9月9日   | レイキャヴィーク、ラウガルタルスヴェルル           | アイスランド       | 4–0    | 4–0  | カタールW杯・予選      |
| 20. | 2021年10月12日 | スコピエ、トシェ・プロエスキ・アレナ               | 北マケドニア       | 2–0    | 4–0  | カタールW杯・予選      |
| 21. | 2021年10月12日 | スコピエ、トシェ・プロエスキ・アレナ               | 北マケドニア       | 3–0    | 4–0  | カタールW杯・予選      |
| 22. | 2022年3月26日  | ジンスハイム、ライン・ネッカー・アレーナ           | イスラエル         | 2–0    | 2–0  | 親善試合               |
| 23. | 2022年6月14日  | メンヒェングラートバッハ、ボルシア・パルク         | イタリア           | 4–0    | 5–2  | UEFAネーションズリーグ |
| 24. | 2022年6月14日  | メンヒェングラートバッハ、ボルシア・パルク         | イタリア           | 5–0    | 5–2  | UEFAネーションズリーグ |

## タイトル

### クラブ
チェルシーFC
- UEFAチャンピオンズリーグ: 1回（2020-21）
- UEFAスーパーカップ: 1回（2021）
- FIFAクラブワールドカップ: 1回（2021）

#### トッテナム・ホットスパー
- UEFAヨーロッパリーグ：1回（2024-25)

RBライプツィヒ
- DFLスーパーカップ: 1回（2023）

### 代表
- FIFAコンフェデレーションズカップ（2017）

### 個人
- FIFAコンフェデレーションズカップ2017・ゴールデンシューズ（2017年）